# Disturbis racials de Tulsa de 1921
Els disturbis racials de Tulsa (també conegut com la massacre racial de Tulsa) van ser un seguit d'esdeveniments al voltant d'un atac racista de gran escala ocorregut entre el 31 de maig i l'1 de juny de 1921, en el qual grups de població blanca estatunidenca van atacar la comunitat negra de Tulsa, a Oklahoma.
Un dels seus principals focus va ser el districte de Greenwood, també conegut en anglès com "the Black Wall Street", la comunitat afroamericana més pròspera dels Estats Units d'Amèrica, el qual va resultar completament destruït.

## Antecedents
Com a antecedents contextuals, cal citar l'Estiu Roig de 1919 als EUA, que es va caracteritzar per repetits conflictes racials. Com a antecedents immediats, durant la tarda del dia 30 de maig un home afroamericà, Dick Rowland, va ser denunciat davant la policia, acusat d'atacar una dona blanca. El matí de l'endemà, 31 de maig, Dick Rowland va ser detingut. La repercussió del cas i l'existència de tensions prèvies va portar a la concentració de grups armats blancs i negres al llarg de la tarda del mateix dia i al temor sobre un possible intent de linxament, entorn del lloc en el qual Rowland es trobava detingut, molt proper al districte de Greenwood.

## Desenvolupament
Els tirotejos es van iniciar al tombar la nit del 31 de maig, cap a les 22 hores, mentre que els incendis se succeirien a partir de la mitjanit, començant els primers a la 1 de la matinada de l'1 de juny. Durant les setze hores de l'assalt, més de 800 persones van ser internades en hospitals locals amb ferides, i més de 6.000 habitants de Greenwood van ser detinguts en tres instal·lacions locals. Prop de 10.000 afro-nord-americans van ser desallotjats, i 35 illes de cases compostes de 1.256 residències van ser destruïdes pel foc. El nombre oficial de morts segons el Departament d'Estadístiques Vitals d'Oklahoma va ser de 39, però altres estimacions de morts entre la comunitat negra nord-americana apunten a prop de 300 morts.
L'esclat dels disturbis va provocar la mobilització de tropes. L'Ajudant General de la Guàrdia Nacional, Charles Barrett, va arribar cap a les 9 del matí del dia 1 de juny amb prop de 109 soldats vinguts de la capital de l'estat, Oklahoma City. Barrett també va convocar reforços de diverses altres ciutats d'Oklahoma. A aquestes altures del dia, la majoria dels ciutadans afro-nord-americans supervivents als disturbis havien fugit de la ciutat o estaven sota custòdia als diversos centres de detenció. Les tropes van declarar la llei marcial a les 11.49 del matí, i cap al migdia van aconseguir suprimir la major part de la violència restant.

## Recerca
Amb posterioritat, els esdeveniments del motí es van ometre a la història local i estatal; els disturbis racials de Tulsa de 1921 rarament s'esmenten als llibres de text d'història local. El 1996, l'Assemblea Legislativa va encarregar una recerca sobre els fets, la qual cosa va portar a la creació de l'Oklahoma Commission to Study the Tulsa Race Riot of 1921 en 1997 (Comissió d'Oklahoma per a l'estudi dels disturbis de Tulsa de 1921). La recerca es va tancar l'any 2001, en crear-se la Tulsa Reparations Coalition.(Coalició de Tulsa per la reparació). A partir de la mateixa, es van aprovar accions compensatòries per als descendents de les víctimes, i un parc memorial, acabat el 2010, dedicat a les víctimes dels incidents, tot i que a 2021 cap víctima havia rebut cap indemnització. L'estiu de 2021 està previst que s'obri el primer museu dedicat a la matança de Tulsa.